# Xian de Gê'gyai
Le xian de Gê'gyai (革吉县 ; pinyin : Géjí Xiàn) est un district administratif de la région autonome du Tibet en Chine. Il est placé sous la juridiction de la préfecture de Ngari.

## Démographie
La population du district était de 12 313 habitants en 1999.